# Utah Royals FC
A Utah Royals FC egy megszűnt amerikai női labdarúgóklub, amely az NWSL bajnokságában szerepelt. A klub székhelye Sandyben található, Utah államban. Hazai mérkőzéseiket a Rio Tinto Stadionban játszották.

## Története
2017. november 20-án a Real Salt Lake egyesülete átvette az NWSL-ben szereplő FC Kansas City csapatát és 2017 decemberében létre hozták az MLS-ben szereplő klub női labdarúgó szakosztályát.

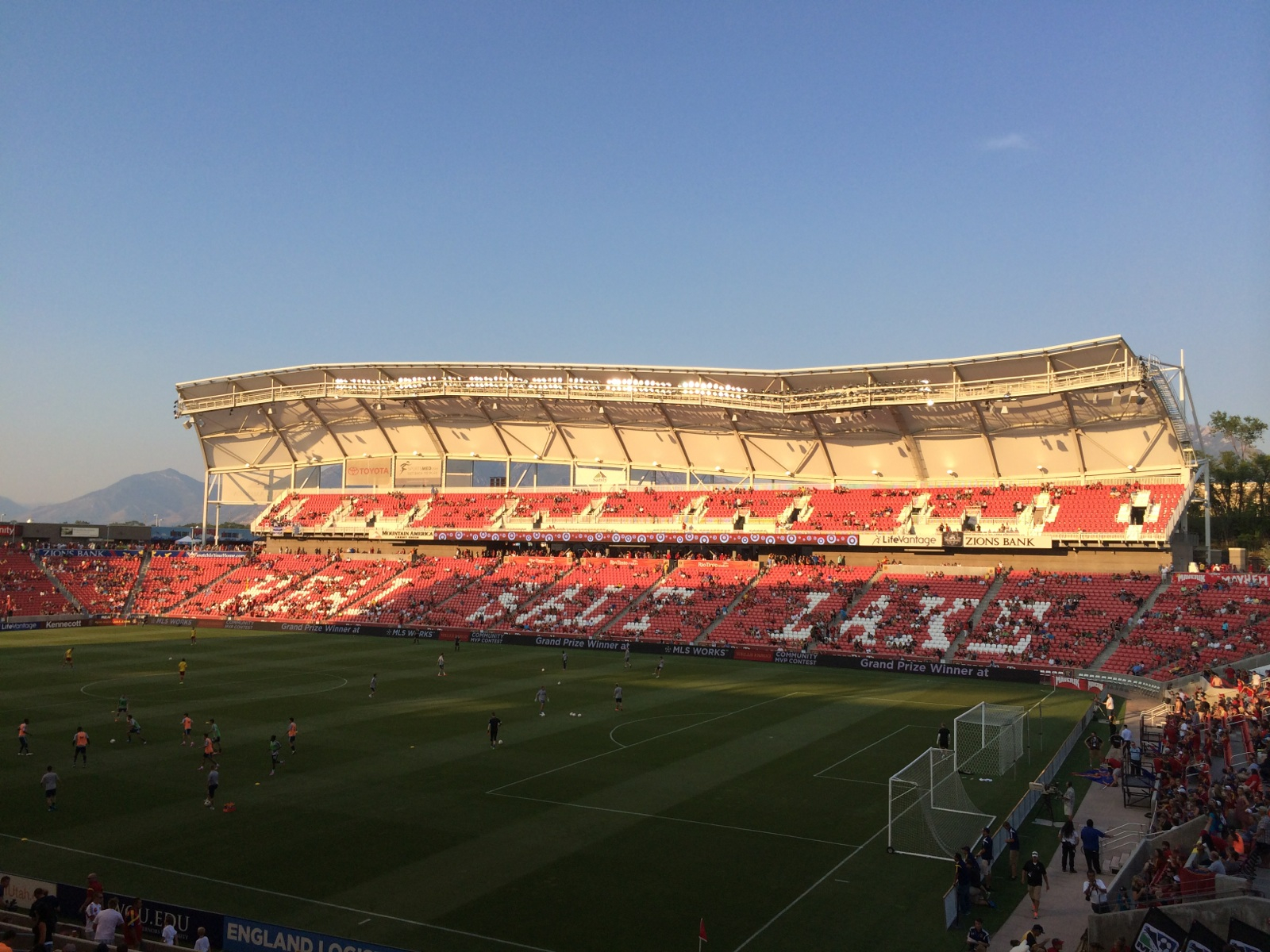
A Real Salt Lake csapatával osztoznak a Rio Tinto Stadionon

## Játékoskeret
2020-as keret
| #  |     | Poszt | Név              |
| -- | --- | ----- | ---------------- |
| 1  | USA | K     | Abby Smith       |
| 18 | USA | K     | Nicole Barnhart  |
| 61 | USA | K     | Melissa Lowder   |
| 2  | SCO | V     | Rachel Corsie    |
| 5  | USA | V     | Kelley O'Hara    |
| 7  | USA | V     | Elizabeth Ball   |
| 14 | USA | V     | Gaby Vincent     |
| 19 | USA | V     | Michelle Maemone |
| 22 | USA | V     | Madeline Nolf    |
| 24 | USA | V     | Taylor Leach     |
| 6  | NZL | KP    | Katie Bowen      |
| 9  | USA | V     | Lo'eau LaBonta   |
| 10 | CAN | KP    | Diana Matheson   |
| 11 | CAN | KP    | Desiree Scott    |
| 12 | USA | KP    | Taylor Lytle     |

| #  |     | Poszt | Név                   |
| -- | --- | ----- | --------------------- |
| 13 | USA | KP    | Chestley Strother     |
| 21 | ESP | KP    | Veronica Boquete      |
| 30 | USA | KP    | Marissa Sheva         |
| 33 | USA | KP    | Holly Daugirda        |
| 38 | FRA | KP    | Aminata Diallo        |
| 66 | ISL | KP    | Gunnhildur Jónsdóttir |
| 3  | USA | CS    | Tziarra King          |
| 8  | USA | CS    | Amy Rodriguez         |
| 17 | USA | CS    | Arielle Ship          |
| 20 | USA | CS    | Mallory Weber         |
| 23 | USA | CS    | Christen Press        |
| 25 | USA | CS    | Brittany Ratcliffe    |
| 29 | CAN | CS    | Kate Del Fava         |
| 42 | USA | CS    | Raisa Strom-Okimoto   |